# Gerlachus
Gerlachus (fl. XII secolo) è stato un vetraio tedesco, uno dei maggiori artisti vetrai europei del Medioevo.

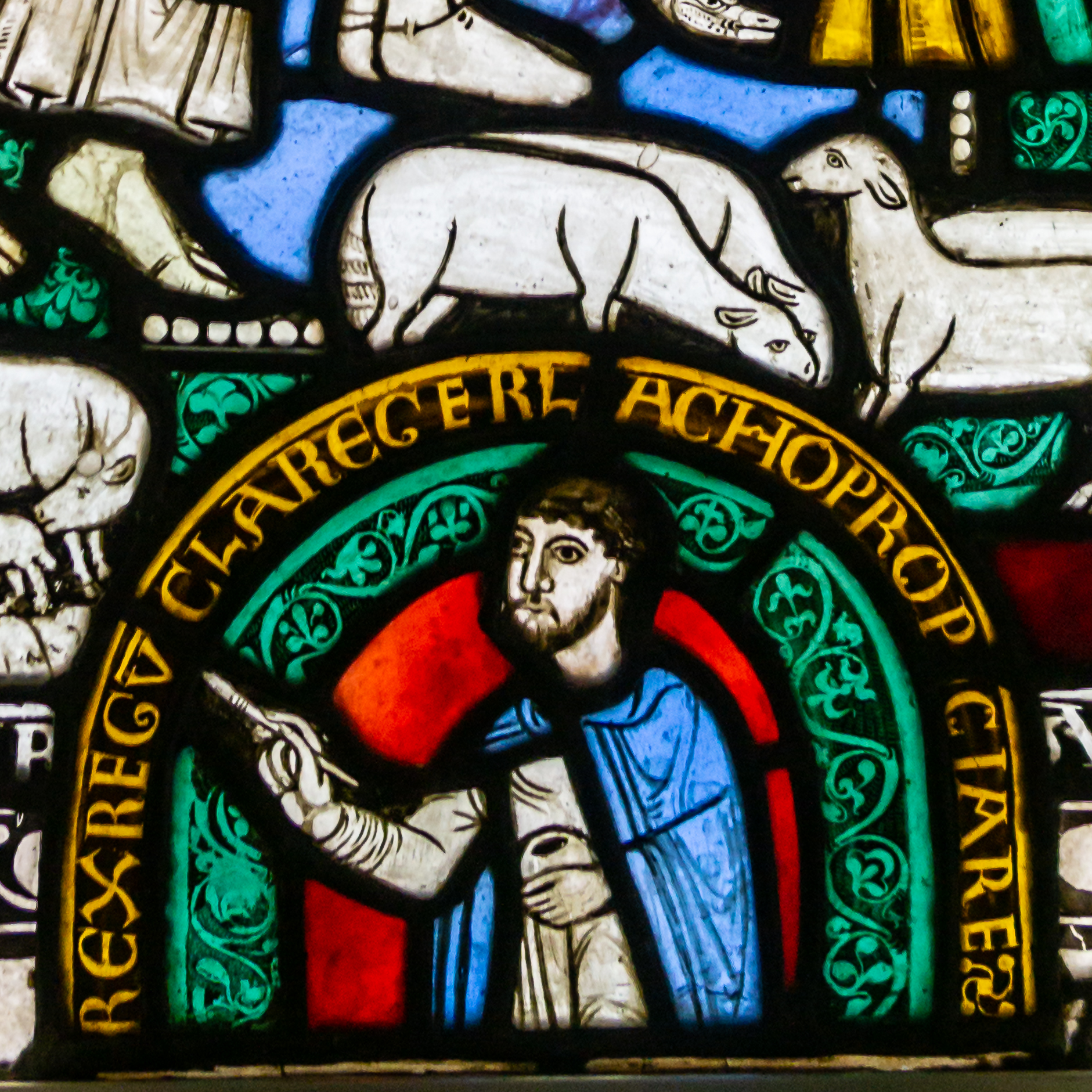
Gerlachus - Autoritratto

Di lui si hanno scarsissime informazioni biografiche. Si forma a Coblenza, la sua influenza si avverte in tutta la zona del Reno fino a Strasburgo dove Gerlachus termina il suo percorso artistico e, forse, la sua vita. 
La sua opera principale risale al periodo 1150-1160. Si tratta delle cinque vetrate dell'abbazia premostratense di Arnstein, acquistate dal barone Heinrich Friedrich Karl von und zu Stein nel 1815 per il suo castello di Nassau e ora nel Westfalisches Landesmuseum di Münster. Dei quindici pannelli di cui era composta originariamente la vetrate, ne rimangono solo cinque. 
L'opera mostra l'esuberanza decorativa che è uno dei segni distintivi dello stile di Gerlachus e, soprattutto, l'autoritratto dello stesso Gerlachus. Quest'ultima immagine mostra l'artista nell'atto di dipingere, sormontato da una preghiera al Signore perché sia benevolo nei suoi confronti. Il testo in latino recita: Rex regnum clare Gerlacho propiciare.
È storicamente il primo autoritratto di un vetraio e mostra una "orgogliosa, quasi esibizionistica conoscenza del proprio valore". Già pochi anni prima l'abate Sugerio di Saint-Denis aveva chiamato un vetraio con il prestigioso titolo di magister, cioè maestro, a segno di un avvenuto riconoscimento del prestigio sociale e artistico dell'opera del vetraio.
A causa dell'eccezionalità dell'autoritratto, è stato supposto che Gerlachus sia stato anche il donatore della vetrata alla chiesa, oltre che il suo esecutore.